# 566 v. Chr.
Portal Geschichte | Portal Biografien | Aktuelle Ereignisse | Jahreskalender | Tagesartikel

◄ |
7. Jahrhundert v. Chr. |
6. Jahrhundert v. Chr. |
5. Jahrhundert v. Chr. |
►

◄ | 580er v. Chr. | 570er v. Chr. | 560er v. Chr. | 550er v. Chr. |
540er v. Chr. |
►

◄◄ | ◄ | 569 v. Chr. | 568 v. Chr. | 567 v. Chr. | 566 v. Chr. |
565 v. Chr. |
564 v. Chr. |
563 v. Chr. |
► |
►►

## Ereignisse

### Wissenschaft und Technik
- Nabu-šuma-ukin, Sohn des babylonischen Königs Nebukadnezar II. , ändert seinen Namen im Monat Ululu auf Amēl-Marduk (Mann des Marduk).
- Im babylonischen Kalender fällt das babylonische Neujahr des 1. Nisannu auf den 26.–27. März[1], der Vollmond im Nisannu auf den 8. April[1] und der 1. Tašritu auf den 18.–19. September[1].[2]

### Kultur und Sport
- Bei den Panathenäen werden erstmals Panathenäische Preisamphoren vergeben.